# Nuevo Ayuntamiento (Wiesbaden)

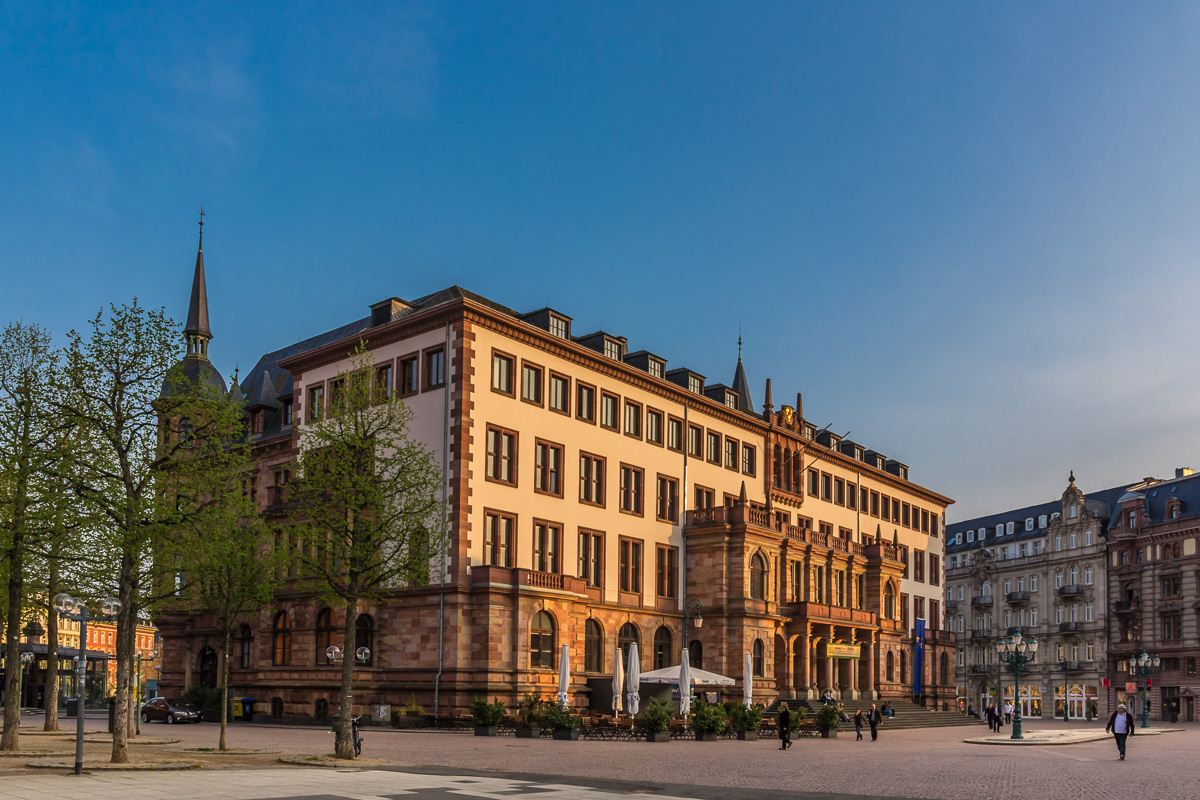
Nuevo Ayuntamiento en la plaza Schlossplatz en 2013.

El Nuevo Ayuntamiento (en alemán: Neues Rathaus) es el edificio sede del ayuntamiento de Wiesbaden. Se encuentra  situado en la Schlossplatz de Wiesbaden, Hesse, Alemania. Desde el año 1887 aloja la corporación municipal, incluyendo la oficina del alcalde y varias dependencias administrativas. La planta baja esta ocupada casi en su totalidad por el restaurante Ratskeller.  Anteriormente el ayuntamiento estaba situado en el llamado Ayuntamiento Viejo, también en la Schlossplatz.

## El edificio
La construcción se realizó entre 1883 y 1887. Es de estilo neorrenacentista y constituye un gran ejemplo del esplendor de Alemania a principios del siglo XIX.